# Mariivka, Domanivka
Mariivka (în ucraineană Мар'ївка) este un sat în comuna Bohdanivka din raionul Domanivka, regiunea Mîkolaiiv, Ucraina.

## Demografie
Componența lingvistică a localității Mariivka
     Ucraineană (87,97%)
     Rusă (10,89%)
     Română (1,15%)
Conform recensământului din 2001, majoritatea populației localității Mariivka era vorbitoare de ucraineană (87,97%), existând în minoritate și vorbitori de rusă (10,89%) și română (1,15%).